# Langerringen
Langerringen é um município da Alemanha, situado no distrito de Augsburg, no estado da Baviera. Tem 42,10 km² de área, e sua população em 2019 foi estimada em 3.909 habitantes.